# Cameron Smith
Cameron Smith (Perth, 11 de diciembre de 1993) es un deportista británico que compite por Escocia en curling. Es hijo del jugador de curling David Smith, y sus hermanos Kyle y Mili compiten en el mismo deporte.
Ganó una medalla de plata en el Campeonato Europeo de Curling Masculino de 2017. Participó en los Juegos Olímpicos de Pyeongchang 2018, ocupando el quinto lugar en la prueba masculina.

## Palmarés internacional
| Representando a Escocia |                  |                  |        |
| Campeonato Europeo      |                  |                  |        |
| Año                     | Lugar            | Medalla          | Prueba |
| 2017                    | San Galo (Suiza) | Medalla de plata | Equipo |